# 不輸の権 (日本)
不輸の権（ふゆのけん）とは、太政官の定めにより不輸租田への指定および与えられた権利を指し、国家への租税の一部または全てが免除された。
不輸租田の収穫物は、国衙の徴税対象外とされ、権利を与えられた者の直接収入となった。

## 官省符荘
太政官の発する太政官符（もしくは太政官の指令に基づいて民部省が発する民部省符）に基づき、不輸租田を指定し、国司へ伝達した。
その免田（荘田）の年貢や公事は自己の直接収入とし、国家に対しては租税の一部またはすべてが免除された。
荘園は上記の不輸租田から成り、官省符荘と呼ばれた。
これは10世紀頃の摂関政治の下で成立した。荘園の寄進を受けて本家や領家となった大貴族（権門勢家）・大寺社などの荘園領主はみずからの政治権力を行使し官省符を受けた。

## 国免荘
国司の権限が強大となると、しばしば自分自身や、縁故のある貴族・寺社に対し、不輸租田の認可（国司免判）が認められるようになった。このような荘園を「国司免判の荘」略して「国免荘」と称した。
ただし、国免荘で不輸の権が保障されるのは国司の任期中に限られていた。国司による不輸の権の指定は、国司退任の際（およびその後）を有利とする目的で行われ、多くは任期の末期に生じた。国免荘の多くは後任国司によって収公された。

## 影響
荘園内での開発が進展するにともない、不輸の範囲や対象をめぐる開発領主と国司の対立がはげしくなると、荘園領主の権威を利用して国司の使者の立ち入りを認めない不入の権を得る荘園が増えた。そして、両特権の拡大によって、荘園における土地・人民の私的支配はいっそう強まり、荘園を収公しようとする国司と荘園領主とのあいだでも対立が深まった。
古代からの地方豪族は郡司、在庁官人などを務めることで、国衙の地方政治に食い込でいたが、代々武装しており、開発領主・有力農民の姿へも変化・合流した。国司と対立し紛争を起こし、また治安悪化の原因になった（僦馬の党）。一方で、自らの権利を守りながら紛争を抑える立場に立つことで生き残ろうとした。
また、紛争鎮圧のために中央政府から押領使や追捕使として派遣された中級・下級の貴族のなかにも武士として現地に留まる者があらわれ、やがて軍事的ネットワークが各地に形成した。